# The Call of the Road
The Call of the Road è un film muto del 1920 diretto da A.E. Coleby.
Film debutto di Victor McLaglen